# 兰德施泰纳陨石坑
兰德施泰纳陨石坑（Landsteiner）是位于月球正面雨海中部的一座小撞击坑，其名称取自奥地利医生、药剂师、免疫学家暨传染病专家，1930年诺贝尔生理学或医学奖得主卡尔·兰德施泰纳（1868年-1943年），1976年被国际天文学联合会正式接受。

## 描述

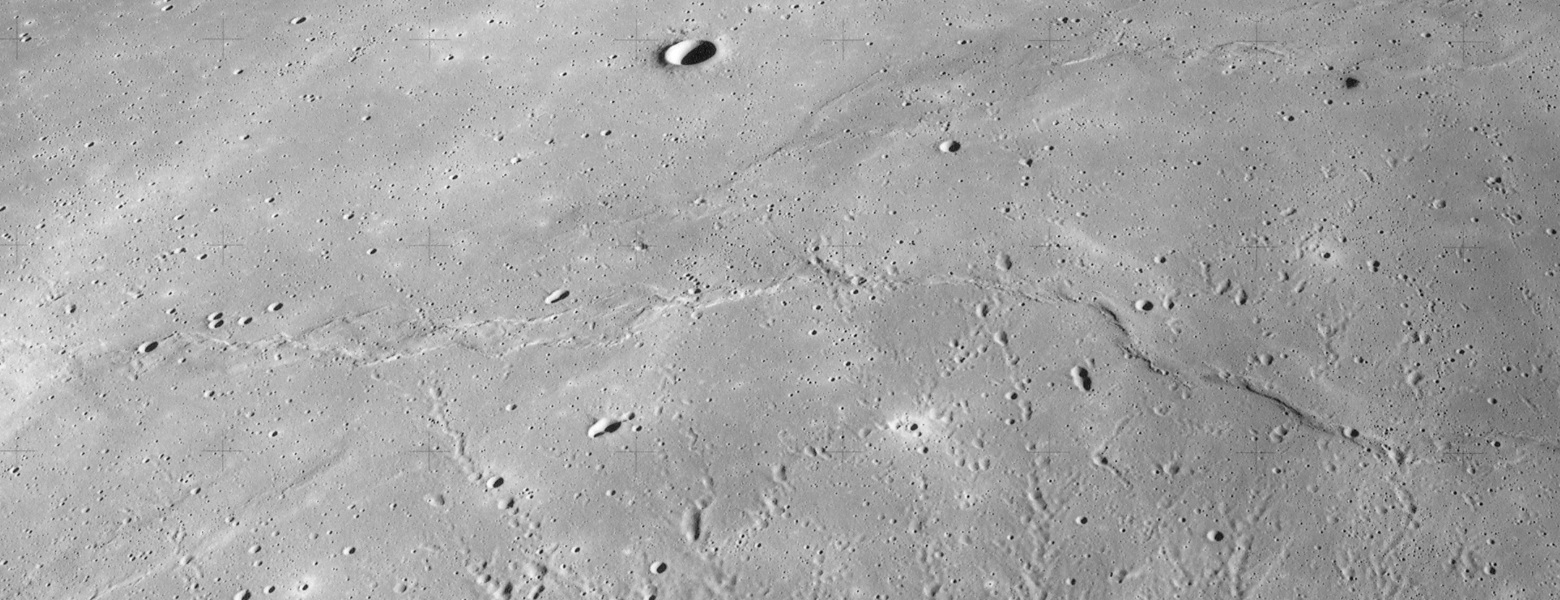
葛利普山脊和兰德施泰纳陨石坑，阿波罗15号拍摄。

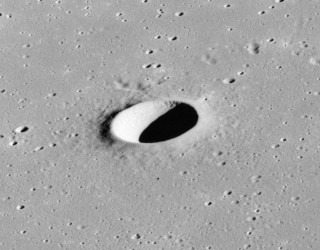
阿波罗15号拍摄的斜视图

该陨坑西面是较小的麦克唐纳陨石坑，东面则是更大的阿基米德环形山，孪生小陨坑弗伊莱埃及比尔位于它的东南，南面和西南坐落了梯摩恰里斯陨石坑和更小的桑普森陨石坑。兰德施泰纳陨石坑的东北偏东分布有嶙峋参差的斯匹次卑尔根山脉，东南偏南方向延伸出去则是梯摩恰里斯链坑，而它的南面横亘着蜿蜒的葛利普山脊。该陨坑中心月面坐标为31°18′N 14°48′W / 31.3°N 14.8°W，直径6.11公里，深约1.04公里。
兰德施泰纳陨石坑外观呈圆杯状，由于地质龄相对较短，几乎未受到后续的撞击侵蚀和磨损。陨坑壁沿清晰峻峭、内壁面平整光滑。坑壁最大高出周边地形230米，内部容积约9.12立方千米，形态特征隶属“ALC 型”（以该类陨石坑的典型代表——卫星坑“阿尔巴塔尼环形山 C”命名）。
在1976年被国际天文学联合会正式命名前，该陨坑曾被称作卫星坑“梯摩恰里斯 F”（即“卫星坑标记法”：以所靠近的主坑名+字母命名）。

## 另请参阅
- Andersson, L. E.; Whitaker, E. A. . NASA RP-1097. 1982.
- Blue, Jennifer. . USGS. July 25, 2007  [2007-08-05]. （原始内容存档于2018-12-25）.
- Bussey, B.; Spudis, P. . New York: Cambridge University Press. 2004. ISBN 978-0-521-81528-4.
- Cocks, Elijah E.; Cocks, Josiah C. . Tudor Publishers. 1995. ISBN 978-0-936389-27-1.
- McDowell, Jonathan. . Jonathan's Space Report. July 15, 2007  [2007-10-24]. （原始内容存档于2018-12-25）.
- Menzel, D. H.; Minnaert, M.; Levin, B.; Dollfus, A.; Bell, B. . Space Science Reviews. 1971, 12 (2): 136–186. Bibcode:1971SSRv...12..136M. doi:10.1007/BF00171763.
- Moore, Patrick. . Sterling Publishing Co. 2001. ISBN 978-0-304-35469-6.
- Price, Fred W. . Cambridge University Press. 1988. ISBN 978-0-521-33500-3.
- Rükl, Antonín. . Kalmbach Books. 1990. ISBN 978-0-913135-17-4.
- Webb, Rev. T. W.  6th revised. Dover. 1962. ISBN 978-0-486-20917-3.
- Whitaker, Ewen A. . Cambridge University Press. 1999. ISBN 978-0-521-62248-6.
- Wlasuk, Peter T. . Springer. 2000. ISBN 978-1-85233-193-1.

## 外面链接
- 月球数码摄影图集. （页面存档备份，存于）
- 阿波罗15号拍摄的兰德施泰纳陨石坑. （页面存档备份，存于）
- LAC-40 图中的兰德施泰纳陨石坑.（页面存档备份，存于）
- 兰德施泰纳陨石坑周边月面图.（页面存档备份，存于）
- 兰德施泰纳陨石坑周边地形图. （页面存档备份，存于）
- 维基月球环形山在线解说-兰德施泰纳陨石坑. （页面存档备份，存于）
- Andersson, L.E., and E.A. Whitaker, 美国宇航局月球地名目录,美国宇航局参考出版物 1097, 1982年10月.（页面存档备份，存于）